# Russ Schoene
Russell "Russ" Schoene (Trenton, Illinois, 16 de abril de 1960) es un exjugador y entrenador de baloncesto estadounidense que jugó cuatro temporadas en la NBA y otras siete en la liga italiana. Con 2,08 metros de estatura, lo hacía en la posición de ala-pívot.

## Trayectoria deportiva

### Universidad
Jugó durante cuatro temporadas con los Mocs de la Universidad de Tennessee en Chattanooga, en las que promedió 10,6 puntos y 5,6 rebotes por partido. En su última temporada fue incluido en el segundo mejor quinteto de la Southern Conference y elegido mejor jugador del torneo de la conferencia.

### Profesional
Fue elegido en la cuadragésimo quinta posición del Draft de la NBA de 1982 por Philadelphia 76ers, donde jugó 46 partidos, en los que promedió 5,1 puntos y 3,3 rebotes, antes de ser traspasado junto con una futura primera ronda del draft y una segunda a Indiana Pacers a cambio de Clemon Johnson y una tercera ronda. Allí mejoró sus estadísticas hasta final de temporada, promediando 7,8 puntos y 3,3 rebotes por partido.
A pesar de ser invitado al campus de verano de los Pacers para la temporada siguiente, aceptó la oferta del Simac Milano de la liga italiana, donde coincidió con jugadores como el actual entrenador de los New York Knicks, Mike D'Antoni, con el número 1 del draft de 1980 Joe Barry Carroll y con la gran figura del baloncesto italiano, Dino Meneghin. En su primera temporada en el equipo consiguen ganar el Scudetto y la Copa Korać, con unos promedios personales de 14,6 puntos y 6,7 rebotes por partido, mientras que en la segunda repiten título nacional, y consiguen además la Copa de Italia, derrotando en la final al Scavolini Pesaro. Esa temporada promedia 22,2 puntos y 8,7 rebotes por partido, siendo además elegido mejor jugador de la liga.
En 1986 regresa a su país, ya que los Pacers, todavía poseedores de sus derechos, lo traspasan junto con Terence Stansbury a Seattle SuperSonics a cambio de John Long y una segunda ronda del draft. En los Sonics jugaría 3 temporadas como suplente de Tom Chambers, siendo la más destacada la segunda de ellas, la 1987-88, en la que promedió 6,0 puntos y 2,4 rebotes por partido.
En 1989 vuelve a la liiga italiana, para fichar por el Glaxo Verona, que en ese momento militaba en la Serie A2, donde juega tres temporadas. En la segunda de ellas es pieza clave para el ascenso a la Serie A, mientras que en la tercera conseguiría su segunda Copa de Italia, tras derrotar al Olimpia Milano en la final. En 1992 ficha por el Yoga Napoli, donde juega una temporada en la que promedia 20,0 puntos y 9,0 rebotes por partido, para regresar al año siguiente a Estados Unidos para firmar por Sacramento Kings, quienes deciden prescindir de él antes del comienzo de la temporada.
Tras jugar esa temporada con los Rapid City Thrillers de la CBA, regresa a Italia al año siguiente, jugando su última temporada como profesional con la Buckler Bologna, promediando 14,5 puntos y 7,2 rebotes por partido.

### Entrenador
Tras retirarse como jugador, fue entrenador asistente durante cinco temporadas en el Bellevue Community College, para en 2002 firmar en el mismo puesto en la Universidad de Washington, donde permaneció dos temporadas.

## Estadísticas de su carrera en la NBA

### Temporada regular
| Temporada | Edad | Equipo              | Liga | P   | TIT | MIN  | TC  | TCA | %TC  | 3P  | 3PA | %3P  | TL  | TLA | %TL  | R.OF. | R.DEF. | REB | ASIS | ROB | TAP | PER | FP  | PTS |
| 1982-83   | 22   | TOTAL               | NBA  | 77  | 7   | 15.9 | 2.7 | 5.6 | .476 | 0.0 | 0.1 | .250 | 0.8 | 1.1 | .735 | 1.2   | 2.1    | 3.3 | 0.8  | 0.3 | 0.3 | 1.1 | 2.5 | 6.2 |
| 1982-83   | 22   | Philadelphia 76ers  | NBA  | 46  | 2   | 15.3 | 2.3 | 4.5 | .512 | 0.0 | 0.0 | .000 | 0.5 | 0.6 | .750 | 1.1   | 2.2    | 3.3 | 0.7  | 0.3 | 0.2 | 1.0 | 2.6 | 5.1 |
| 1982-83   | 22   | Indiana Pacers      | NBA  | 31  | 5   | 16.8 | 3.3 | 7.4 | .443 | 0.0 | 0.1 | .333 | 1.3 | 1.8 | .727 | 1.4   | 1.8    | 3.3 | 0.9  | 0.4 | 0.5 | 1.1 | 2.4 | 7.8 |
| 1986-87   | 26   | Seattle SuperSonics | NBA  | 63  | 0   | 9.2  | 1.1 | 3.0 | .374 | 0.0 | 0.2 | .154 | 0.5 | 0.7 | .630 | 0.8   | 1.0    | 1.9 | 0.4  | 0.3 | 0.2 | 0.7 | 1.5 | 2.7 |
| 1987-88   | 27   | Seattle SuperSonics | NBA  | 81  | 2   | 12.0 | 2.6 | 5.6 | .458 | 0.2 | 0.7 | .293 | 0.6 | 0.8 | .810 | 1.0   | 1.5    | 2.4 | 0.7  | 0.5 | 0.2 | 0.7 | 1.9 | 6.0 |
| 1988-89   | 28   | Seattle SuperSonics | NBA  | 69  | 1   | 11.2 | 2.0 | 5.1 | .387 | 0.6 | 1.6 | .382 | 0.7 | 0.8 | .807 | 0.8   | 1.6    | 2.4 | 0.5  | 0.5 | 0.3 | 0.7 | 2.0 | 5.2 |
| Total     |      |                     | NBA  | 290 | 10  | 12.2 | 2.1 | 4.9 | .435 | 0.2 | 0.6 | .335 | 0.6 | 0.9 | .751 | 1.0   | 1.6    | 2.5 | 0.6  | 0.4 | 0.2 | 0.8 | 2.0 | 5.1 |

### Playoffs
| Temporada | Edad | Equipo              | Liga | P  | MIN | TCA | TC | 3PA | 3P | TLA | TL | R.OF. | REB | ASIS | ROB | TAP | PER | FP | PTS | %TC  | %3P  | %FT  | MIN  | PTS | REB | AST |
| 1986-87   | 26   | Seattle SuperSonics | NBA  | 14 | 123 | 10  | 28 | 2   | 6  | 9   | 12 | 6     | 26  | 3    | 1   | 4   | 2   | 16 | 31  | .357 | .333 | .750 | 8.8  | 2.2 | 1.9 | 0.2 |
| 1987-88   | 27   | Seattle SuperSonics | NBA  | 5  | 39  | 7   | 12 | 2   | 4  | 0   | 0  | 1     | 7   | 2    | 1   | 0   | 2   | 8  | 16  | .583 | .500 |      | 7.8  | 3.2 | 1.4 | 0.4 |
| 1988-89   | 28   | Seattle SuperSonics | NBA  | 3  | 43  | 4   | 17 | 0   | 7  | 5   | 6  | 3     | 5   | 2    | 2   | 0   | 0   | 7  | 13  | .235 | .000 | .833 | 14.3 | 4.3 | 1.7 | 0.7 |
| Total     |      |                     | NBA  | 22 | 205 | 21  | 57 | 4   | 17 | 14  | 18 | 10    | 38  | 7    | 4   | 4   | 4   | 31 | 60  | .368 | .235 | .778 | 9.3  | 2.7 | 1.7 | 0.3 |